# Кам'яногребельська сільська рада
| Кам'яногребельська сільська рада — колишній орган місцевого самоврядування у Сквирському районі Київської області з адміністративним центром у с. Кам'яна Гребля. Сільській раді були підпорядковані населені пункти: - с. Кам'яна Гребля - с. Золотуха |

## Склад ради
Рада складалася з 16 депутатів та голови.

### Керівний склад ради
| ПІБ                   | Основні відомості                                                 | Дата обрання | Дата звільнення |
| --------------------- | ----------------------------------------------------------------- | ------------ | --------------- |
| Лось Тетяна Петрівна  | Сільський голова, 1970 року народження, освіта, позапартійна      | 26.03.2006   | 31.10.2010      |
| Лось Тетяна Сергіївна | Сільський голова, 1970 року народження, освіта вища, позапартійна | 31.10.2010   |                 |

Примітка: таблиця складена за даними джерела